# Eichoichemus flavianalis
Eichoichemus flavianalis là một loài ruồi trong họ Asilidae. Eichoichemus flavianalis được Macquart miêu tả năm 1848. Loài này phân bố ở vùng Tân nhiệt đới.